# Michele Castelli
Michele Castelli (Santa Croce di Magliano, 3 luglio 1946) è un linguista e scrittore italiano residente in Venezuela, specializzato in fonetica, dialettologia e glottodidattica italiana e spagnola.

## Biografia
Nato a Santa Croce di Magliano, in provincia di Campobasso, il 3 luglio 1946, da Giuseppe Castelli e Maria Morgante, Si laurea in Lingue e Letterature Straniere presso l'Università degli Studi di Bari, stabilendosi definitivamente in Venezuela nel 1970, dove già era arrivato la prima volta all'età di undici anni, insieme ai fratelli Nina e Giovanni, per raggiungere i genitori ivi emigrati nel lontano 1950.
Professore di linguistica generale e dialettologia (italiana e venezuelana), presso la Facultad de Humanidades y Educación della Universidad Central de Venezuela a Caracas dal 1972, si è poi specializzato in fonetica e fonologia, presso i laboratori di fonetica sperimentale di Zagabria, e fu allo stesso tempo discepolo di Petar Guberina che lo indirizzò allo studio del Metodo Verbo-Tonale, per la riabilitazione dei sordomuti. Ha partecipato a numerosi seminari tenuti dai più prestigiosi linguisti contemporanei come Baldinger, Dressler, Sinclair, Van Dijk, Quilis, Renard.
È stato fondatore del Dipartimento d'Italiano e dell'Istituto di Ricerche Linguistiche (Unidad de Investigación) e nel 1985 di "Núcleo", rivista scientifica della Facoltà di Lingue Straniere (Escuela de Idiomas Modernos), della quale fu Direttore fino al 1996. Dal 1990 al 1996 è stato Preside della Facoltà. Collabora con diverse riviste linguistiche, ed ha partecipato come relatore a convegni nazionali e internazionali (Venezuela, Italia, Argentina, Cuba, Jugoslavia, Canada, Stati Uniti, ecc.).
Attualmente, Michele Castelli, oltre a studiare e a diffondere i poeti e gli scrittori vernacolari del suo paese d'origine, continua i suoi studi di ricerca sociolinguistica, impostati in modo particolare sulle analisi e i comportamenti linguistici delle seconde e terze generazioni di italiani nati in Venezuela.

## Opere
- La Rampicante, Caracas, 1972, versione italiana de "La Trepadora" dello scrittore latinoamericano Rómulo Gallegos, sulla cui vita ed opere pubblicò nel 1968, nella giovane rivista "La Voce letteraria" della Facoltà di Lingue dell'Università di Bari, una monografia segnalta dal critico Carlo Bo, primo traduttore di Gallegos.
- Poesías, Caracas, 1979 e La piedra azul turquí, Caracas, 1980, versioni in spagnolo di una selezione di poesie riprese da "Fresche immagini", "La voce", "L'orma sull'asfalto" e "La Pietra turchina", del poeta molisano Nicola Iacobacci. Grazie alla diffusione di queste opere in Venezuela, Iacobacci fu incluso nei programmi di letteratura italiana contemporanea della facoltà di Lingue straniere dell'Università Centrale (UCV) di Caracas.
- Novelle scelte di Héctor Mujica, Caracas, 1980, in collaborazione con Stefania Ajò, saggio monografico e traduzione dei principali racconti di Héctor Mujica, filosofo e letterato in Venezuela, ex candidato alla presidenza della Repubblica. Sebbene l'opera vide la luce in Venezuela, ebbe diffusione in Italia, grazie all'interessamento di Giuliano Pajetta, amico personale dell'autore.
- Curso de fonética del español de Venezuela, 1986, in collaborazione con il linguista, antropologo e indigenista Esteban E. Mos* onyi, fu il primo manuale di fonetica in Venezuela, accettato dai linguisti locali ed anche da quelli dell'America Latina in generale.
- Érase una vez...Giuseppe, 1990, un racconto pubblicato dal vicerettorato dell'Università Centrale del Venezuela (UCV), ispirato alle tribolazioni della sua famiglia, prima in Italia e poi in Venezuela. Un intero capitolo è dedicato al paese natio.
- Antologia poetica dialettale di Raffaele Capriglione, Caracas, prima edizione 1984, seconda edizione, 1992, terza edizione, 2018, primo studio completo sul poeta santacrocese. Dopo la pubblicazione di quest'opera Capriglione comincia ad essere studiato dalla critica molisana: Faralli, Martelli, Bucci, Mascia.
- Il Lessico santacrocese, prima edizione Caracas 1996, seconda edizione Campobasso 1999, terza edizione 2018 Pesaro. prologo di Giovanni Mascia e postfazione di Nicola Iacobacci.
- In nome del padre, a cura di Norberto Lombardi, Cosmo Iannone, 1999, opera che condivide con Giose Rimanelli (USA) e Torcuato Di Tella (Argentina), una trilogia in cui ciascun autore narra un'esperienza di vita del padre emigrante.
- Cuentos de mi vida, Editorial Once, Caracas, 2003, opera tradotta in italiano con il titolo Racconti di vita a cura di Giovanni Mascia * Cuentos de inmigrantes, Editorial Onces, Caracas, 2005.
- Le poesie dialettali di Pietro Mastrangelo, Edizioni ENNE, Caracas, 2006, in collaborazione col poeta Pasquale Licursi.
- Hàmichel, versione spagnola del romanzo del poeta e scrittore torese Nicola Iacobacci, con introduzione di Giovanni Mascia, 2007.
- La vida fantástica de Corrado Galzio , biografia del musicista italo-venezuelano di origine siciliana, con prefazione dello storico ed ex presidente della Repubblica Bolivariana del Venezuela, Ramón José Velásquez.
- La presenza dei molisani in Venezuela Infine, 2013, Cosmo Iannone Editore, Isernia, sotto il patrocinio del Centro Studi sulle Migrazioni (CB) diretto da Norberto Lombardi, "un'indagine condotta sul campo in base a scrupolose metodologie qualitative" e quantitative che hanno "consentito di ricostruire l'evoluzione che quattro generazioni hanno vissuto dal momento del loro insediamento al raggiungimento di una condizione sociale e culturale più elevata".
- "Italiani mata burros" e altre storie di migranti in Venezuela, Edizione ETABETA PS, 2018, a cura di Salvatore Orlando. Versione italiana di Cuentos de Inmigrantes.
- Poesie e canzoni inedite di Pietro Mastrangelo, in collaborazione con Paolo Mastrangelo, ETABETA PS, 2020.
- Grammatica comparata italiano-santacrocese, in collaborazione con Paolo Mastrangelo, ETABETA PS 2020
- Il poeta del Molise: vita e opere di Nicola Iacobacci, in collaborazione con Giovanni Mascia, Palladino Editore (CB) 2021.
- Dizionario essenziale italiano-santacrocese, ETABETA 2022
- Ce stéve na vòte... Favole santacrocesi ispirate a personaggi ed episodi reali, a cura di Paolo Mastrangelo, ETABETA PS 2023
- DIÁSPORA. De Italia a Venezuela. Tres cuentos entre realidad y fantasía. AMAZON

### Opere inedite
- Cómo leer y escribir el italiano. Texto para estudiantes universitarios de las Escuelas de Idiomas Modernos, 1998.
- Cuentos de mi vida (II parte), 2003 hasta donde lleguen.
- Racconti di vita (I parte), versione italiana di Cuentos de mi vida (I parte), a cura di Giovanni Mascia, 2006.
- 10 favole per i miei nipotini (grandi e piccoli), 2010.
- Nove poesie dialettali di Italo d'Onofrio, 2019.
- Commedia in II Atti: "Pi cafune a recchézze iè a fatije"  (in dialetto santacrocese), 2010.

## Onorificenze
- CAVALIERE dell'ORDINE AL MERITO DELLA REPUBBLICA ITALIANA - 1989.
- COMMENDATORE dell'ORDINE DELLA STELLA DELLA SOLIDARIETÀ ITALIANA - 2004.
- ORDEN "JOSÉ MARÍA VARGAS" DE LA UNIVERSIDAD CENTRAL DE VENEZUELA en su segunda clase - 1998.
- ORDEN AL MÉRITO "MARIA CEROLINI" Primera Clase del "INSTITUTO UNIVERSITARIO TECNOLÓGICO AMÉRICO VESPUCIO (IUTAV), Caracas, 2015.
- AMBASCIATORE DEI MOLISANI NEL MONDO - 2017 (onorificenza conferitagli dalla Regione Molise il 6 dicembre 2017 a Campobasso insieme al giornalista romano Giampiero Castellotti, all'ammiraglio italo-americano Michael Iademarco e alla manager Teresa Iarocci Mavica).
- AMBASCIATORE INTERNAZIONALE DELLA PACE (riconoscimento conferito da WORLD LITERARY FORUM FOR PEACE AND HUMAN RIGHTS, gennaio 2021